# 入村明
入村 明（にゅうむら あきら、1947年〈昭和22年〉7月7日 - ）は、日本の政治家。元新潟県妙高市長（5期）、新井市長（1期）、新井市議会議員（1期）を歴任。

## 概要
新潟県中頸城郡新井町(新井市を経て現在の妙高市）生まれ。駒澤大学経済学部商学科卒業。財団法人地域活性化センター地域づくりアドバイザーを経て、1999年に新井市議会議員に初当選。2002年、新井市議を任期途中で辞職。新井市長選挙に出馬し、3人の対立候補を下して当選。2005年、新井市に中頸城郡妙高高原町及び妙高村が編入され、妙高市へ改称。
2006年、妙高市長に無投票再選（2期目）。2010年の妙高市長選挙では民主党の推薦を受け、元妙高高原町長をおよそ3千票差で破り、再選（3期目）。2011年「大上越圏構想」を発表した。
2014年に再選（4期目）。2018年に再選(5期目)。
2022年7月6日次期市長選に不出馬することを表明し、11月24日に退任した。
2023年11月3日、秋の叙勲で旭日中綬章を受章。

## 不祥事
2022年7月15日、入村は自身の任期満了に伴う10月の妙高市長選挙への立候補を表明している前の市観光商工課長の城戸陽二の名刺を複数の市の職員に手渡して投票依頼をした。8月12日、市選挙管理委員会は、市長の行為は法に触れていないとしながらも疑いを持たれるものだったとして、入村に注意した。一方、市長の行為は公職選挙法違反の疑いがあるとして元県議が妙高警察署に告発状を提出した。

## 著書
- 『生命地域の創造―妙高市長の元気改革』チャンプ、2007年、ISBN 9784902481662